# Funeral Moth
Funeral Moth ist eine 2005 gegründete Funeral-Doom-Band.

## Geschichte
Funeral Moth wurde im Herbst 2005 von dem Bassisten und Sänger Nobuyuki Sentou, dem Sänger und Gitarristen Makoto Fujishima und dem Schlagzeuger Junpei Ishimaru in der Präfektur Kanagawa gegründet. Aus dieser Ur-Besetzung blieb lediglich Makoto Fujishima erhalten. Im Mai 2006 trat die Gruppe erstmals live in Erscheinung und im November des gleichen Jahres wurde das Demoband The Moth Flying to the Funeral Sky von der Gruppe eingespielt, welches Fujishima auf seinem Label Weird Truth Productions veröffentlichte. Im Jahr 2007 verließ Ishimaru die Gruppe, die Funktion des Schlagzeugers übernahm alsbald Yuichiro Azegami. In der neuen Besetzung produzierte die Gruppe die selbstbetitelte EP, die im Juni 2008 veröffentlicht wurde, und trat, gemeinsam mit der deutschen Funeral-Doom-Band Worship, im Juli erstmals in Tokio auf. Im Juli 2010 bestritt Funeral Moth eine Tournee mit der australischen Band Mournful Congregation. Im Verlauf dieser Tournee spielte Takafumi Matsubara von Gridlink und Mortalized als Gastmusiker. Aus der Erfahrung heraus suchte die Band nach der Tournee einen festen zusätzlichen Gitarristen, bis sie im Januar 2012 Mayo Odium, der sich unter anderem bei Stabat Mater eingebracht hatte, verpflichtete. Odium verließ Funeral Moth jedoch bereits 2013 wieder und wurde durch Tomohiro Kanja ersetzt. Mit dense fog erschien in dieser Konstellation im Jahr 2014 das erste reguläre Album, dessen Veröffentlichung von einer weiteren Tournee mit Worship begleitet wurde. Das Album wurde international positiv aufgenommen. Im Februar 2015 trat die Band in Taipeh und somit erstmals außerhalb Japans auf. Indes erschienen diverse Wiederveröffentlichungen aus der bereits Diskografie. Im Juli des gleichen Jahres spielte die Band beim Fearest Death Cult, einem Extreme-Musik-Festival in Osaka. Nach diesem Auftritt verließ Sentou Funeral Moth. Sentou wurde durch Ryo Amamiya ersetzt. In der neuen Besetzung spielte die Gruppe das zweite Studioalbum transience ein, das im März 2016 über Weird Truth Productions veröffentlicht wurde. Das Album wurde international positiv rezipiert und dabei häufiger besprochen als das Debüt.

## Stil
Die Musik von Funeral Moth wird dem Funeral Doom zugeordnet. Für die Website Doom-Metal.com wird die von der Gruppe präsentierte Spielform als „ultra langsam“ sowie als „rohe und verstörende“ Variante beschrieben. Vergleiche werden zu Hierophant, Of Darkness und Senthil gezogen. Als weitere Vergleichsgrößen bemühen Rezensenten diverse Genre-Vertreter des Funeral Dooms sowie des Death Dooms, darunter Mournful Congregation, Asunder, Tyranny, Loss, Skepticism sowie wiederholt Thergothon und Corrupted.
Die Musik wird als besonders experimentell und mitunter jazzig beschrieben. Die auf Transience präsentierte Musik wird von Dutch Pearce in seiner für das Decibel Magazine verfasste Rezension als eine revolutionäre Erneuerung des Genres beschrieben. Gesang wird spärlich eingesetzt und wird als „hervorragend“ hervorgehoben. Gutturales Knurren paare sich mit gequält elgieschen Gesang und Flüstern während die Instrumente den Hörer „wie einen Kokon umhüllen“. So wird Transience ebenfalls in der für das Webzine Powermetal.de verfassten Rezension als ein „außergewöhnliches Album“ beschrieben, „dem es gelingt, doomtypische Stimmungen heraufzubeschwören, ohne auf genretypische Versatzstücke zurückzugreifen“. „Lange Leadgitarrenmelodien spielen im Sound der Japaner eine tragende Rolle, ein manchmal fast schon jazziges Schlagzeug und tief dröhnender Bass ergänzen den Klang“[.]

## Diskografie
- 2006: The Moth Flying to the Funeral Sky (Demo, Weird Truth Productions)
- 2008: Funeral Moth (EP, Weird Truth Productions / Psychedelic Lotus Order)
- 2014: Dense fog (Album, Weird Truth Productions / Throne Records)
- 2016: Transience (Album, Weird Truth Productions / Throne Records / Dogma Artistic Guerrilla)
- 2019: Polar (Download-Single, Weird Truth Productions)